# Jerk (banda)
Jerk fue una banda del género metal formada en 1998 en la ciudad de Sídney, Australia. Lanzaron un sencillo, cuyas canciones se incluyeron en el popular videojuego de EA Games, Need For Speed: Underground.

## Historia
Jerk fue compuesta originalmente por el vocalista Michael Matral, el baterista Lamar Lowder, el guitarrista Johnathan Devoy y el bajista Ross Empson. Jerk contribuyó con la canción Jesus Save de Mushroom Records para la película de terror australiana Cut en el año 2000. Fue después de este punto que Jerk ha tenido un cambio con el vocalista Johnathan Devoy, se unió el guitarrista Charles Cilia y el ex bajista de Candy Harlots, Leeno Dee.
En 2001, lanzó un EP de seis pistas y tres videos dirigidos por Lamar Lowder. Estos lanzamientos los llevaron a una aparición en el festival de larga duración Metal for the Brain en Canberra a finales de año, y en abril del 2002 firmó con Sony Records.
En 2003, lanzó su álbum de larga duración When Pure Is Defiled, que fue coproducido por Sean Beavan y Lamar Lowder. Se incluye su sencillo I Hate People Like That del 2002, que se enarboló en el puesto número 83 en la lista de sencillos del ARIA Singles Chart en noviembre de ese mismo año. Posteriormente se produjeron videos para I Hate People Like That, Just What You Need y el dirigido por Lowder My Friends All Lie.
Jerk se embarcó en una gira nacional en 2003 para promover el álbum, realizando actuaciones con Marilyn Manson, Insane Clown Posse, Killing Joke y Disturbed en la ciudad de Sídney en sus giras por Australia.
Jerk recibió la atención en el mercado norteamericano cuando su canción Sucked In se escuchó en la banda sonora de los videojuegos NHL 2004 y Need for Speed: Underground.
Johnathan Devoy renunció y fue reemplazado por el vocalista Mario Spate en 2004, pero la banda se separó poco después. Desde entonces Lowder ha vuelto a la producción musical y composición. En enero de 2006, Dee y Cilia se reunieron con Devoy para formar la banda Ink, esta posteriormente lanzaría su EP Lead… Or Follow (2007) y Black Water Reign (2008).

## Integrantes

### Exintegrantes
- Mario Spate - vocalista
- Lamar Lowder - batería
- Charles Cilia - guitarra
- Leeno Dee - bajo
- Jonathan Devoy - vocalista y guitarra
- Mick "The Lip" - vocalista suplente

## Discografía

### Álbumes de estudio
- 2003: "When Pure Is Defiled"

### EP
- 2001: "Jerk"